# Villegusien-le-Lac
Villegusien-le-Lac – miejscowość i gmina we Francji, w regionie Grand Est, w departamencie Górna Marna. W 2013 roku populacja gminy wynosiła 744 mieszkańców. 
1 stycznia 2016 roku połączono dwie wcześniejsze gminy: Villegusien-le-Lac oraz Heuilley-Cotton. Siedzibą gminy została miejscowość Villegusien-le-Lac, a nowa gmina przyjęła jej nazwę. 